# Natività con i santi Lorenzo e Francesco d'Assisi
Natività con i Santi Lorenzo e Francesco d'Assisi è un dipinto a olio su tela realizzato dal pittore italiano Caravaggio. 
Era conservato nell'Oratorio di San Lorenzo a Palermo, da dove fu trafugato la notte tra il 17 e il 18 ottobre 1969 e da allora mai più recuperato. La Natività, il cui valore di mercato è stimato come non inferiore ai 20 milioni di dollari secondo l'FBI, è inserita da quest'ultima nella lista mondiale dei dieci capolavori rubati più importanti.

## Storia
«Ne la natività ritrovato ho lo meo verde, lo meo bel rutilante verde»: questa frase di fantasia, tratta dal libro di Andrea Camilleri Il colore del sole, meglio di altre descrive la distensione del Caravaggio, la breve tranquillità ritrovata durante la professata sosta in Sicilia e si riferisce proprio al verde manto di Giuseppe di questa natività.
Il biografo Giovan Pietro Bellori ne ricorda l'esecuzione per la Compagnia dei Bardigli e dei Cordiglieri, dunque durante un presunto soggiorno palermitano del pittore nel 1609. Maurizio Calvesi, Michele Cuppone, Giovanni Mendola e Francesca Curti hanno ripreso con nuove prove una suggestione formulata dal Moir, secondo cui il dipinto sarebbe stato realizzato precedentemente, e, nello specifico, sarebbe da ricondursi alla produzione romana e all'anno 1600, con ordinante il commerciante Fabio Nuti che aveva relazioni con l'oratorio: in quell'anno infatti il Nuti commissiona a Caravaggio un dipinto di palmi 12 per 7 o 8, misure sostanzialmente congruenti con quelle del quadro. L'ipotesi è confermata, al di là dello stile e delle caratteristiche tecniche della tela più vicini ai quadri dipinti a Roma che non a quelli siciliani di Siracusa e Messina, da importanti ritrovamenti documentari. La tesi è stata accolta da autorevoli studiosi quali Claudio Strinati, Rossella Vodret, Alessandro Zuccari, Keith Christiansen, Nicola Spinosa. È possibile pure che Caravaggio non sia mai transitato da Palermo durante il suo soggiorno siciliano, tanto più se da Messina avrebbe raggiunto direttamente Napoli per riavvicinarsi a Roma.
La tela fu commissionata espressamente per celebrare di culto di san Lorenzo e di san Francesco, e collocata nell'oratorio di San Lorenzo a Palermo, posta sull'altare maggiore. Grazie a un restauro effettuato nel 1951, era in condizioni di conservazione relativamente buone.

### 1969: il furto
Nella notte fra il 17 e il 18 ottobre 1969 la tela venne trafugata dall'oratorio, dov'erano assenti le misure di sicurezza. Il furto, commissionato dalla mafia siciliana, fu scoperto verso le tre del pomeriggio del 18 da una custode. La sparizione del capolavoro colpirà Leonardo Sciascia, fornendogli lo spunto per il suo ultimo racconto, Una storia semplice.
Da allora, fiorirà una congerie di teorie sul destino dell'opera: una dice che, dopo diversi tentativi di vendita andati a vuoto probabilmente per le precarie condizioni della tela, questa sarebbe stata seppellita nelle campagne di Palermo, insieme a eroina e denaro (dollari), dal boss Gerlando Alberti, ma nel luogo indicato dal pentito Vincenzo La Piana, nipote di Alberti, la cassa di ferro con la tela non fu trovata.
Un'altra notizia arrivò nel 1980 dallo storico e giornalista britannico Peter Watson. Egli dichiarò che a Laviano, in provincia di Salerno, ebbe un contatto con un mercante d'arte che gli propose la Natività: l'incontro con i ricettatori, fissato per la sera il 23 novembre, coincise con il grande terremoto che devastò la regione e dunque non avvenne mai.
Poi, il collaboratore di giustizia Francesco Marino Mannoia dichiarò a Giovanni Falcone di essere uno degli autori materiali del furto e che, nello staccare la tela e nell'arrotolarla, questa si sarebbe danneggiata irrimediabilmente. A ciò sarebbe seguita quindi la distruzione dell'opera. Il Nucleo tutela del patrimonio artistico dei Carabinieri accertò però che il furto di cui parlava Mannoia riguardava un altro quadro, attribuito a Vincenzo da Pavia, collocato in una chiesa attigua. 
Nel 1996 Giovanni Brusca riferì che il dipinto sarebbe invece stato riconsegnato in cambio di un alleggerimento dell'applicazione dell'articolo 41 bis. Lo Stato italiano rifiutò l'offerta. Un altro pentito, Salvatore Cancemi, dichiarò che la Natività sarebbe stata esposta durante alcune riunioni della "Cupola mafiosa" quale simbolo di potere e prestigio. 
Nuove informazioni sul destino del dipinto sono arrivate il 9 dicembre 2009, quando durante una deposizione in tribunale il pentito di mafia Gaspare Spatuzza riferisce che la Natività sarebbe stata affidata negli anni 1980 alla famiglia Pullarà (capimafia del mandamento di Santa Maria del Gesù), la quale avrebbe nascosto l'opera in una stalla fuori città dove, senza protezione, fu rosicchiata da topi e maiali. I resti della tela sarebbero stati poi bruciati.
Nel 2017, il mafioso Gaetano Grado asserisce che la tela sarebbe stata nascosta, ma all'estero: nel 1970 il boss Gaetano Badalamenti l'avrebbe trasferita in Svizzera in cambio di una notevole somma di franchi a un antiquario svizzero, giunto a Palermo per definire l'affare. Grado riferisce anche che Badalamenti gli avrebbe detto che il quadro era stato scomposto per essere venduto sul mercato clandestino. La storia, come ricostruita dalle nuove indagini rilanciate dalla Commissione parlamentare antimafia della XVII legislatura, è raccontata puntualmente da Riccardo Lo Verso nel suo libro La tela dei boss (2018) e poi, con ulteriori dettagli inediti, da Michele Cuppone nel volume Caravaggio. La Natività di Palermo. Nascita e scomparsa di un capolavoro (2020).

## Descrizione
La tela, di cm 268 x 197, racconta la nascita di Cristo, traducendo un realismo autentico che rende l'episodio verosimile. I santi, le madonne del Caravaggio hanno le fattezze degli emarginati, dei poveri che egli bene aveva conosciuto durante il suo peregrinare e fuggire in lungo e in largo per l'Italia.
Nella Natività palermitana ogni personaggio è colto in un atteggiamento spontaneo: san Giuseppe, relativamente giovane rispetto all'iconografia tradizionale, volge le spalle allo spettatore, è avvolto in un manto verde e dialoga con un pastore che si trova dietro la figura di san Francesco d'Assisi. La presenza di san Francesco è sicuramente un tributo all'Oratorio, che all'epoca era passato alla Venerabile Compagnia a lui devota costituitasi già nel 1564. La figura a sinistra è san Lorenzo. La Madonna, qui con le sembianze di una donna comune, ha un aspetto estremamente malinconico, e forse già presagisce il destino del figlio, posto sopra un piccolo giaciglio di paglia: sarebbe la stessa modella che compare nel dipinto Giuditta e Oloferne. La testa del bue è chiaramente visibile, mentre l'asino si intravede appena. Proprio sopra il Bambino vi è infine un angelo planante, simbolo della gloria divina.
Ciò che conferisce particolare drammaticità all'evento è il gioco di colori e luci che caratterizzano questa fase creativa del pittore.
Caravaggio si conforma alle direttive della Controriforma uscite dal Concilio di Trento, che aveva assimilato mediante il neo-pauperismo di san Carlo Borromeo. Contro le eresie luterane, la povertà e la semplicità non sono più proposte come due pesti da evitare, ma come due opportunità di riscatto dal peccato per la vita eterna.

## Nella cultura di massa
- La vicenda del furto del capolavoro ispirò a Leonardo Sciascia il racconto del 1989 Una storia semplice, da cui è stato successivamente tratto l'omonimo film del 1991, diretto da Emidio Greco.
- Nello sceneggiato della RAI Il segreto dell'acqua (2011) si descrive il fortuito ritrovamento (fittizio) di questa celebre tela rubata.
- Nel film Prima di lunedì (2016) di Massimo Cappelli, il dipinto si trova in casa del malavitoso Carlito, interpretato da Vincenzo Salemme.
- Il 5 e 6 marzo 2016 al Teatro Massimo di Palermo si è tenuta una manifestazione in ricordo dell'evento con un concerto di Giovanni Sollima e le foto di Letizia Battaglia[7].
- Nel 2015 Sky Italia ha commissionato a Factum Arte, un laboratorio di Madrid specializzato nella ricostruzione di opere d'arte attraverso analisi scientifiche e tecnologie avanzate, di "rimaterializzare" la Natività del Caravaggio. La replica è stata in seguito posizionata all'interno dell'Oratorio di San Lorenzo con una cerimonia ufficiale alla presenza del Presidente della Repubblica Sergio Mattarella[8]. Sky ha poi prodotto il documentario Operazione Caravaggio, realizzato da Sky Arts Production Hub e trasmesso il 27 gennaio 2017 sul canale Sky Arte, che racconta la storia dell'opera e la vita dell'artista. Attraverso interviste e materiale d'archivio, il documentario narra le vicende del furto dell'opera nel 1969, il processo di riproduzione e le tecnologie impiegate per ricrearlo[9].
- La storia del furto è raccontata, con elementi di invenzione, nel film del 2018 Una storia senza nome di Roberto Andò.